# Вакуленко Дія Тодорівна
Ді́я Тодо́рівна Ваку́ленко (нар. 1 липня 1933) — український літературознавець, кандидат філологічних наук (1970).

## Короткий життєпис та роботи
1956 року закінчила Київський університет.
З 1961 року працює в Інституті літератури ім. Т. Г. Шевченка АН УРСР.
Є авторкою досліджень з питань розвитку української драматургії.
З її творів:
- «Сучасна українська драматургія 1945—1972: Основні тенденції розвитку» / редактор С. А. Крижанівський. — Київ, Наукова думка, 1976.
- «Олександр Корнійчук. (Нарис життя і творчості)», 1980.
- «Олександр Корнійчук. Життя і творчість» — «Дніпро», 1985.
- «Мовою драматичних образів» — 1988.
- «Діалектика художнього пошуку: Літературний процес 60-80-х років», співавтори — Л. С. Бойко, Віра Павлівна Агеєва.
- «Драматичні твори. Олександр Корнійчук» / упорядник Д. Т. Вакуленко, редактор І. О. Дзеверін. — Київ, Наукова думка, 1990.

упорядкувала
- 1990 — «П'єси: Загибель ескадри. Платон Кречет. Правда. В степах України. Фронт. Пам'ять серця», Олександр Корнійчук.